# La via dello Zen
Alan Watts è stato uno studioso di filosofia e religione, nonché insegnante universitario principalmente negli Stati Uniti. Il suo interesse primario si focalizzò sulle religioni orientali, a tal punto che già intorno ai venti anni scrisse un libro, intitolato The Spirit of Zen, che sotto certi aspetti può essere considerato l'antesignano de "La via dello Zen". 
Descrivendo il suo interesse per il Buddismo, Watts afferma che "il percorso del nostro pensiero e della nostra storia recente ha seriamente minato gli assunti generalmente accettati posti alla base delle nostre convenzioni sociali  delle nostre istituzioni. Concetti familiari quali spazio, tempo, storia e cambiamento sociale, della stessa personalità umana si sono dissolti, lasciandoci alla deriva senza punti di riferimento in un universo che sempre di più assume i contorni del principio buddista del Grande Vuoto [...] Ecco perché, io ritengo, ci sia così tanto interesse in un modello di vita culturalmente produttivo, che per qualcosa come 1500 anni si è sentito a suo agio nel cosiddetto Vuoto, non soltanto non provandone alcuna paura, ma piuttosto un positivo diletto". Utilizzando le sue stesse parole, la posizione dello Zen è sempre stata